# Операція «Полювання на дрохв»
Операція «Полювання на дрохв» (нім. Unternehmen Trappenjagd), також Керченська оборонна операція — наступальна операція німецьких військ 11-ї армії (генерал-полковник Е. фон Манштейн) з розгрому радянських військ Кримського фронту (генерал-лейтенант Козлов Д. Т.) у ході битви за Крим. Після проведення Керченсько-Феодосійської десантної операції, Червона армія відбила у противника Керченський півострів і закріпилася на східному краю Криму. 8 травня 1942 року німецькі війська за підтримки авіації VIII авіакорпусу завдали потужного удару по військах Кримського фронту й за десять днів практично вщент розгромив три радянські армії, що переважали їх за чисельністю, вибили решти фронту з території Кримського півострову на Тамань.

## Історія

### Передумови
До 16 листопада 1941 року 11-та польова армія вермахту під командуванням генерала від інфантерії Еріха фон Манштейна окупувала весь Крим, за винятком Севастополя, що виявився в облозі. Наприкінці грудня — початку січня радянське командування провело Керченсько-Феодосійську десантну операцію, відбивши у противника Керченський півострів з далекосяжними планами розгорнути наступ, повністю звільнити Крим, зняти облогу Севастополя і просуватися на південь України через Перекоп.
28 січня 1942 року був утворений Кримський фронт, найменший за протяжністю (27 кілометрів від Чорного до Азовського моря) фронтів за всю війну. З 27 лютого по 13 квітня командувач фронту генерал Козлов Д. Т. тричі намагався наступати, але скільки-небудь істотно потіснити частини вермахту не зміг. Навпаки, 18 січня німці відбили у Червоної армії Феодосію.
До кінця березня спроби Кримського фронту наступати видихнулися, але домогтися серйозних успіхів ніде не вдалося. У середині квітня Ставка ВГК наказала перейти в Криму до оборони.

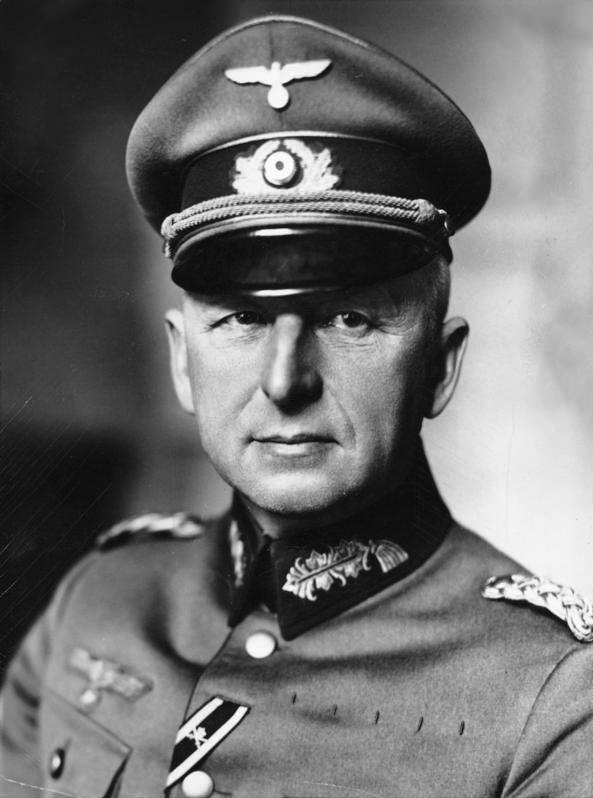
Командувач 11-ї армії генерал-полковник Еріх фон Манштейн

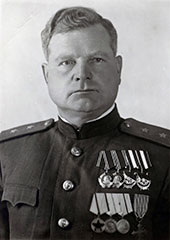
Командувач Кримського фронту генерал-лейтенант Козлов Д. Т.

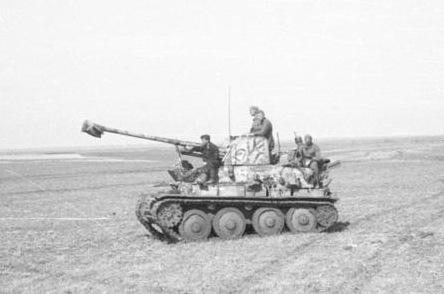
Німецький винищувач танків Marder III, оснащений трофейною 76-мм гарматою Ф-22. Крим. Травень 1942

У березні 1942 року вермахт вжив перші спроби перейти в рішучий контрнаступ, після того, як 11-та армія отримала підкріплення — 28-му легку піхотну генерала артилерії Й. Зіннгубера і 22-гу танкову дивізію генерал-майора В. фон Апелля. Крім того, румунський корпус отримав 4-у гірськострілецьку дивізію. Німецькі війська були повинні оволодіти Севастополем і Керченським півостровом. Німецьке командування хотіло звільнити великі сили 11-ї армії для подальших операцій. Однак, німецький наступ не завдався.

### Планування операції
У квітні 1942 року на нараді у А. Гітлера начальник штабу групи армій «Південь» Г. фон Зоденштерн і Е. фон Манштейн представили план операції проти радянських сил на Керченському півострові. Сили Кримського фронту були досить щільно сконцентровані на Парпачському перешийку (на т. зв. Ак-Монайських позиціях). Але щільність побудови військ була однаковою. Лівий фланг Кримського фронту, який примикав до Чорного моря, був слабкішим, і прорив його позицій дозволяв німцям вийти в тил сильнішому угрупованню з 47-ї і 51-ї радянських армій. Виконання завдання з прориву радянських позицій 44-ї радянської армії поклали на посилений XXX армійський корпус генерал-лейтенанта Максиміліана Фреттер-Піко (28-ї легкої піхотної, 50-ї, 132-ї і 170-ї піхотних та 22-ї танкової дивізій). Крім того, німецьке командування мало намір використати відкритий з боку моря фланг Кримського фронту і висадити в тил радянським військам десант у складі посиленого батальйону 426-го полку. XXXXII АК у складі 46-ї піхотної дивізії під командуванням генерала піхоти Ф. Маттенклотта і VII румунський корпус у складі 10-ї й 19-ї піхотних дивізій та 8-ї кавалерійської бригади повинні були вести відволікаючі дії проти сильного правого крила Кримського фронту. Операцію з повітря прикривав VIII авіакорпус люфтваффе під командуванням барона Вольфрама фон Рихтгофена. Операція отримала кодову назву «Полювання на дрохв».

### Хід операції
7 травня 1942 року авіація VIII авіакорпусу люфтваффе почала бомбардування радянських позицій. Протягом дня німецькі військово-повітряні сили завдавали авіаційних ударів по штабних пунктах і вузлах зв'язку. Дії німецької авіації під час цієї операції були доволі успішними, наприклад, під час нальоту на штаб 51-ї армії 9 травня загинув командарм, генерал-лейтенант В. Львов. Управління військами було частково порушено.
О 4.45 8 травня почалася авіаційна і артилерійська підготовка операції. О 7.00 пішли в наступ частини 28-ї легкої піхотної та 132-ї піхотної дивізій 30 АК на правому німецькому фланзі. Основний удар завдався по бойових порядках 63-ї гірськострілецької і частково 276-ї стрілецької дивізій 44-ї армії. Крім того, німці висадили десант силами до батальйону в тилу 63-й Грузинської гірськострілецької дивізії, викликавши паніку. До кінця дня німецькі частини прорвали оборону на фронті в 5 км і на глибину 8 км.
О 20.00 комфронта Козлов наказав завдати флангового контрудару по частинах противника, що прорвався. Сили 51-ї армії вранці 9 травня були повинні з рубежу п. Парпач — м Сюрук-Оба завдати удару в напрямку балки Піщаної. До ударного угруповання увійшли 4 стрілецькі дивізії, 2 танкові бригади і 2 окремих танкових батальйони, які мали відновити становище фронту і розвинути наступ, відрізавши німецькі частини, що прорвалися вглиб Керченського півострова. 44-та армія була винна в цей час стримувати натиск німців. Для посилення оборони першого ешелону з резерву фронту висувалися 72-га кавалерійська дивізія і 54-й механізований полк.
9 травня німецьке командування ввело в прорив 22-гу танкову дивізію, але через дощі просування дивізії тривало дуже повільно і тільки до 10 травня танкова дивізія змогла прорватися в глибину оборони Кримського фронту і розвернутися на північ, виходячи на комунікації 47-ї і 51-ї радянських армій. За танковою дивізією йшла 28-ма легка піхота дивізія і 132-га піхотна дивізія.
У ніч на 10 травня в ході переговорів між комфронта Д.Козловим і Й.Сталіним було прийнято рішення відводити військо на Турецький вал і організувати нову лінію оборони. Але 51-ша армія вже не змогла виконати цей наказ. Частини 47-ї і 51-ї армій 9 травня пішов у заплановану контратаку, йшов жорстокий зустрічний бій. Радянські танкові бригади і окремі танкові батальйони, стрілецькі частини билися проти з'єднань 22-ї танкової дивізії і 28-ї легкої піхотної дивізії.
Вдень 11 травня підрозділи 22-ї танкової дивізії вийшли до Азовського моря, відрізавши від шляхів відходу на Турецький вал значні сили 47-ї і 51-ї армій. Кілька радянських дивізій були оточені у вузькій прибережній смузі. Увечері 11 числа радянське верховне командування ще сподівалося відновити становище на півострові шляхом створення оборонного рубежу на Турецькому валу. Німці часу не гаяли й робили все, щоб не дати військам Кримського фронту можливості відійти на новий рубіж оборони. Вже до кінця 10 травня передові частини XXX армійського корпусу вийшли до Турецького валу. 12 травня німці висадили десант в тилу 44-ї армії. Це дозволило їм розпочати успішну боротьбу за Турецький вал до підходу до оборонних позицій рубежу резервної 156-ї стрілецької дивізії.
13 травня німці прорвали оборону в центрі Турецького валу. О 3.40 14 травня С.Будьонний, за згодою Ставки, наказав почати відведення військ Кримського фронту на Таманський півострів. О.Василевський наказав висунути в розпорядження Будьонного 2-й і 3-й повітряно-десантні корпуси і повітряно-десантну бригаду. Мабуть, передбачалося висадкою десанту організувати оборону на підступах до Керчі і зупинити наступ німців, щоб вивести війська розбитого Кримського фронту. 15 травня в 1.10 О. М. Василевський віддав наказ: «Керч не здавати, організувати оборону по типу Севастополя».
14 травня передові німецькі частини вийшли на околиці Керчі. 16 травня у Керч прорвалася 170-та німецька піхотна дивізія. Червоноармійці билися в районі гори Мітридат, залізничної станції, заводу ім. Войкова. Після того як захисники вичерпали всі можливості до опору в місті, близько 13 тис. осіб — з'єднання 83-ї бригади морської піхоти, 95-го прикордонного загону, кілька сотень курсантів Ярославського авіаційного училища, Воронезького училища радіофахівців і бійці з інших частин відступили до Аджимушкайських каменоломень.
Евакуація з півострова решток Кримського фронту тривала з 15 по 20 травня. За наказом віце-адмірала Октябрського в район Керчі пригнали всі можливі кораблі і судна. Всього вдалося евакуювати до 140 тис. осіб.

## Наслідки
За даними Чорноморського флоту, з 14 по 20 травня були переправлені 119 395 військовослужбовців, з них 42 324 поранених. Командувач фронтом генерал Д. Козлов через кілька днів доповів Сталіну, що переправилися 138 926 чоловіків. Вдалося вивезти також 1 371 цивільну людину, 25 гармат, 27 мінометів, 14 автомашин і 838 тонн різних вантажів.
Безповоротні втрати, включаючи померлих у госпіталях після евакуації, склали 162 282 людини — приблизно дві третини особового складу Кримського фронту. Понад 140 тисяч осіб, за даними начальника німецького генштабу Франца Гальдера, потрапили в полон. Манштейн заявив про захоплення 170 тисяч полонених, захопленні і знищенні 258 танків і 1133 гармат.
Вермахт втратив 7 588 осіб убитими і пораненими, 11 танків і САУ і 9 гармат.
Шість дивізій фон Манштейна розгромили три армії. Радянські втрати перевершили німецькі в двадцять з гаком разів. Незважаючи на чисельну перевагу радянських військ на керченському напрямку, через невміле командування Кримський фронт зазнав найважчої поразки. В результаті положення на південному фланзі радянсько-німецького фронту значно ускладнилося. Противник став погрожувати вторгненням на Північний Кавказ через Керченську протоку і Таманський півострів.
4 червня 1942 року Ставка видала директиву № 155452 «Про причини поразки Кримського фронту в Керченській операції». Основною причиною назвали помилки командування фронтом. Командувач фронтом генерал-лейтенант Д. Т. Козлов був розжалуваний у генерал-майори і знятий з поста комфронта. Командувач 44-ї армії генерал-лейтенант С. І. Черняк був знятий з посади командарма, знижений до полковника і відправлений у війська з метою «перевірити на інший, менш складній роботі». Командувач 47-ї армії генерал-майор К. С. Колганов знятий з посади командарма, знижений до полковника. Представника Ставки армійського комісара 1-го рангу Л.Мехліса зняли з посад заступника наркома оборони і начальника Головного політуправління Червоної Армії, понизили у званні на два щаблі — до корпусного комісара. Член Військової ради КФ дивізійний комісар Ф. А. Шаманін був понижений у званні до бригадного комісара. Начальника штабу КФ генерал-майора П. П. Вічного зняли з посади начштабу фронту. Командувача ВПС КФ генерал-майора Є. М. Ніколаєнко зняли з посади і понизили до полковника.
1 липня 1942 року (ще до взяття Севастополя) Еріх фон Манштейн отримав звання генерал-фельдмаршала.

## Відео
- Операция «Охота на дроф», операция 11-й армии вермахта против Крымского фронта РККА. Май 1942 года.